# 轉車棋
轉車棋（韓語：자전거고누），是流傳於朝鮮半島的兩人旋棋類遊戲，常見有三種。

## 第一種

### 棋具
- 棋盤為四橫四豎橫縱線交叉，每方的次底橫線從左右兩側繞以兩百七十度圓弧延伸，從右邊分別連結至第二右縱線；從左邊延伸則分別連結至第二左縱線。因此正方形的直狀棋線為內棋線、圓弧狀線則為外棋線。

- 每方有四枚棋子，以兩色區分敵我。

### 規則
- 棋子皆放在棋點，沿線移動。初始位置為每方棋子放於右下角落成2*2棋型。

- 玩家每回合能選擇以下兩種行動之一：
  - 臨移：移動一己子沿四方至空鄰點，但不得經過外棋線。
  - 旋移：沿內棋線作直線移動，必須經過外棋線轉彎，又移入沿內棋線作直線移動，不得轉折，至空位或敵棋處，移入內棋線至少走一格才能至敵棋處。若至敵棋處，將後者移出遊戲。

- 消滅所有敵棋者獲勝[1]。

## 第二種
- 棋盤為五橫五豎橫縱線交叉，每方的次底橫線從左右兩側繞以兩百七十度圓弧延伸，從右邊分別連結至第二右縱線；從左邊延伸則分別連結至第二左縱線。

- 其餘規則同第一種[2]。

## 第三種
- 棋盤同苏腊卡尔塔棋。

- 每方有六枚棋子，以兩色區分敵我，擺於底線。

- 其餘規則同第一種[3]。

## 外部連結
- 規則教學[永久]
- 規則教學 （页面存档备份，存于）